# Sporting Clube de Bafatá
Sporting Clube de Bafatá é um clube de futebol de Guiné-Bissau com sede na cidade de Bafatá.
Suas cores são verde e branco, e manda as suas partidas no Estádio da Rocha, em Bafatá, cuja capacidade ainda não é conhecida.